# Ryan Gibbons
Ryan Gibbons (Johannesburg, 13 agosto 1994) è un ciclista su strada sudafricano che corre per il team Lidl-Trek. Ha caratteristiche di velocista, ed è professionista dal 2017.

## Carriera
Nel 2016, dopo essersi piazzato nono al campionato nazionale in linea e quarto in quello a cronometro, assaggia il professionismo in qualità di stagista presso il Team Dimension Data. Alla Coppa Bernocchi si piazza settimo nella volta di gruppo vinta da Giacomo Nizzolo.
Per la stagione successiva diventa professionista a tutti gli effetti, sempre tra le file della Dimension Data. Vince il Tour de Langkawi dimostrandosi un corridore completo: conquista la maglia di leader grazie agli abbuoni raccolti nelle prime due tappe e resiste agli scalatori sull'arrivo in salita di Cameron Highlands, piazzandosi terzo a soli 4" dal vincitore di giornata, il compagno di squadra Mekseb Debesay. Dopo aver vinto in volata la quinta tappa fa sua sia la classifica generale che quella a punti.

## Palmarès
- 2017 (Team Dimension Data, due vittorie)

5ª tappa Tour de Langkawi (Meru Raya > Kuala Kubu Bharu)
Classifica generale Tour de Langkawi
- 2019

Giochi panafricani, prova a cronometro
- 2020 (NTT Pro Cycling, una vittoria)

Campionati sudafricani, prova in linea
- 2021 (UAE Team Emirates, quattro vittorie)

Trofeo Calvià
Campionati sudafricani, prova a cronometro
Campionati africani, prova in linea
Campionati africani, prova a cronometro
- 2024 (Lidl-Trek, due vittorie)

Campionati sudafricani, prova a cronometro
Campionati sudafricani, prova in linea

### Altri successi
- 2017 (Team Dimension Data)

Classifica a punti Tour de Langkawi
- 2019 (Team Dimension Data)

Giochi panafricani, cronometro a squadre
- 2021 (UAE Team Emirates)

Campionati africani, cronosquadre
Campionati africani, Staffetta mista
- 2024 (Lidl-Trek, due vittorie)

Ride Joburg

## Piazzamenti

### Grandi Giri
- Giro d'Italia

2017: non partito (16ª tappa)
2018: 84º
2019: 91º
2023: 68º
- Tour de France

2020: 121º
2024: 87º
- Vuelta a España

2018: 82º
2021: 36º

### Classiche monumento
- Milano-Sanremo

2022: 89º
2024: 136º
- Giro delle Fiandre

2018: ritirato
2021: 63º
- Parigi-Roubaix

2017: ritirato
2018: fuori tempo massimo
2023: 88º

### Competizioni mondiali
- Campionati del mondo

Limburgo 2012 - In linea Juniores: ritirato
Richmond 2015 - In linea Under-23: 63º
Doha 2016 - In linea Elite: ritirato
Fiandre 2021 - Cronometro Elite: 19º
Fiandre 2021 - In linea Elite: ritirato
Glasgow 2023 - In linea Elite: ritirato
Glasgow 2023 - Cronometro Elite: 22º
- Giochi olimpici

Tokyo 2020 - In linea: ritirato
Parigi 2024 - In linea: 69º